# Operazione Deliberate Force
L'operazione Forza Deliberata (in inglese Operation Deliberate Force) era il nome di una campagna militare aerea condotta nel 1995 dalla NATO contro le forze della Repubblica Serba di Bosnia ed Erzegovina. Attuata formalmente con il richiamo alla Risoluzione n. 836 delle Nazioni Unite, l'operazione che si svolse dal 30 agosto al 20 settembre, vide impiegati 400 aerei e 5000 militari di 15 nazioni. Ufficialmente, l'azione fu iniziata in risposta al bombardamento del mercato di Sarajevo del 28 agosto 1995, dove cinque proiettili di mortaio, lanciati da postazioni serbe su piazza Markale, uccisero 39 civili e ne ferirono almeno 90. Il piano era però stato preparato già dal precedente luglio.
L'operazione è stata effettuata tra il 30 agosto e il 20 settembre 1995, coinvolgendo 400 aerei e 5000 persone provenienti da 15 nazioni. Comandata dall'ammiraglio Leighton W. Smith Jr., la campagna colpì 338 obiettivi serbo-bosniaci, molti dei quali furono distrutti. Complessivamente durante l'operazione furono sganciate 1026 bombe, di cui 708 a guida di precisione. In 19 occasioni, munizioni all'uranio impoverito sono state usate contro obiettivi intorno a Sarajevo e Han Pijesak.
La campagna di bombardamenti è stata più o meno coincidente nel tempo con l'Operazione Mistral 2, due offensive militari collegate dell'Esercito croato (HV), dell'Esercito della Repubblica di Bosnia ed Erzegovina (ARBiH) e del Consiglio di difesa croato (HVO) lanciate nella parte occidentale Bosnia.
La campagna ha anche revocato l'assedio di Sarajevo, aprendo la strada a una soluzione negoziata.
La campagna comprese 3515 attacchi contro 338 obiettivi. Gli aerei partivano dalle basi italiane (principalmente Aviano ed Istrana) o dalla portaerei statunitense USS Theodore Roosevelt.
L'operazione continuò nelle ore e nei giorni seguenti, data l'intransigenza ad ogni ipotesi di ritiro da parte dei serbi di Karadžić. Il 10 settembre la Marina degli Stati Uniti ottenne da Bill Clinton l'autorizzazione di lanciare tredici missili Tomahawk: l'attacco segnò il culmine dell'intervento NATO e colpì i principali centri di comunicazione dell'esercito serbo-bosniaco provocandone il completo black-out.
Le difese serbe risultarono inadeguate, tuttavia gli operatori ai radar serbi dimostrarono una buona esperienza, rendendo difficile la distruzione dei radar serbi da parte degli aerei NATO; fu abbattuto un singolo aereo (un Mirage 2000 francese, colpito il 30 agosto). Circa 400 operatori delle nazioni della NATO furono rapiti dai serbi e usati come scudi umani.
Le forze serbe accettarono l'ultimatum congiunto ONU-NATO, ritirandosi dai dintorni di Sarajevo. I colloqui iniziati il 1º novembre a Dayton (Ohio), misero ufficialmente la parola fine al conflitto jugoslavo.
Questa è la prima azione militare nella storia della NATO.